# 조조할인 (라디오 프로그램)
조조할인은 경기방송에서 방송했던 라디오 프로그램이다. 2019년 1월 7일에 첫방송되어 2020년 3월 29일 경기방송 폐국과 함께 폐지되었다.

## 역대 DJ
- 평일 : 소영선 (경기방송 PD)
- 평일 : 노광준 (경기방송 PD)
- 주말 : 나정훈 (경기방송 보도부 아나운서)

| KFM 경기방송                          |                 |                                                           |
| 이전                                  | 조조할인        | 다음                                                      |
| KFM 모닝와이드 (평일) 에듀챔프 (주말) | 조조할인        | 배형진의 음악풍경 (평일) 달리는 라디오, 허첵입니다 (주말) |
| 아침 8시 30분 ~ 오전 9시              | 오전 9시 ~ 10시 | 오전 10시 ~ 11시 30분 (평일), 오전 10시 ~ 낮 12시 (주말)  |
|                                       |                 |                                                           |